# Zwarte walnoot
De zwarte walnoot of zwarte noot (Juglans nigra) is een plant uit de okkernootfamilie (Juglandaceae). De boom komt van nature voor in het oosten van Noord-Amerika, in Texas en in Zuidoost-Canada. Daar wordt het hout gebruikt. De boom vraagt een vochthoudende, diep wortelende, vruchtbare en kalkrijke bodem. In Europa wordt de boom als park- en laanboom aangeplant of als onderstam voor de rassen van de okkernoot. Rond 1900 werd de zwarte walnoot in Duitsland aangeplant in bossen langs de Rijn en Donau, maar weinig bomen hebben stand gehouden. De vruchten zijn goed eetbaar.

## Beschrijving
De boom wordt 20-30 m hoog en heeft een rechte, doorgaande stam. De halfopen kroon is rond tot afgeplat-rond. Het merg van de twijgen is geladderd. De schors van jonge bomen is lichtbruin en wordt bij oudere bomen donkergrijs met diepe, min of meer netvormige groeven.

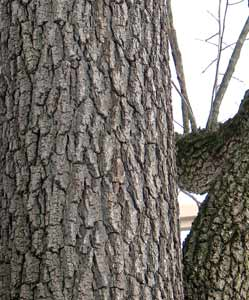
Schors

De heldergroene, glanzende onevengeveerde bladeren hebben 15-25 blaadjes. De 7-10 cm lange en 2-3 cm brede blaadjes zijn lancetvormig tot eirond-lancetvormig, hebben een fijngezaagde bladrand en een witfijnharige onderkant. Het topblaadje is zeer klein of ontbreekt.
De boom bloeit tegelijk met het verschijnen van het blad vanaf eind mei tot in juni. De groene, mannelijke katjes zijn 5-10 cm lang. De vrouwelijke bloemen staan alleen of met 2-4 bij elkaar in korte, groenachtige aren.
De vrijwel ronde vrucht is 4-5 cm groot. De jonge bolster is geelgroen en verkleurt bij het ouder worden naar donkerbruin. In de bolster zit een 3-4 cm grote noot met een overlangs diepgegroefde, zwartbruine wand. De kern van de noot is rond en glad met vier scheidingswanden en een niet bochtige kern. Botanisch gezien is de vrucht een steenvrucht.

## Inhoudsstoffen
De zwarte walnoot bevat polyfenolen, looistoffen, nafthochinoneverfstoffen zoals juglon en hydrojuglon-glycoside, etherische olie, vetzuren en alkanen. Juglon veroorzaakt de zwarte verkleuring van afstervende plantendelen en heeft een fytotoxische werking op planten, vissen en schimmels (allelopathie). Onder een zwarte walnoot zal daardoor in het algemeen weinig groeien. Juglon van ontbindende zwarte-walnootwortels kan na het rooien van de boom nog langer dan een jaar in de grond blijven.
De olie uit noten van de vijf rassen, Ogden, Sparrow, Baugh, Carter en Thomas, is geanalyseerd. 100 gram droge kern van deze rassen bevatte 27,80-33,34 gram linolzuur, 14,52-24,40 gram oliezuur, 1,61-3,23 gram linoleenzuur, 1,61-2,15 gram palmitinezuur en 1,07-1,69 gram stearinezuur.

## Gebruik
Het hout wordt gebruikt voor het maken van meubels. De noot is moeilijk te kraken. De kern wordt in Amerika gebruikt in de bakkerij en bij het bereiden van spijzen. De kern is rijk aan olie.

## Ziekten
De boom kan aangetast worden door bacteriebrand (Xanthomonas campestris pv. juglandis) en bladvlekkenziekte (Gnomonia leptostyla) en is zeer gevoelig voor het kersenbladrolvirus. Het virus wordt overgedragen door het stuifmeel.